# Мильднер, Польди
Польди Мильднер (нем. Poldi Mildner, полное имя Леопольдина, нем. Leopoldine Josefine Mildner; 27 июля 1913, Вена — 7 июля 2007, Буэнос-Айрес) — австрийско-аргентинская пианистка.

## Биография
Выросла в Егерндорфе (ныне Крнов, Чехия) вдали от центров музыкальной жизни, училась музыке дома, затем в Троппау у руководителя городской консерватории Ганса Кейтеля. Уже в 12-летнем возрасте дебютировала с Венским филармоническим оркестром, исполнив Первый фортепианный концерт Чайковского. После этого училась в Вене у Морица Розенталя и его жены Хедвиг Каннер-Розенталь, затем в Лейпциге у Роберта Тайхмюллера и наконец в Берлине у Артура Шнабеля. В 1930-е гг. успешно гастролировала по миру, в том числе в США, выступала с такими дирижёрами, как Бруно Вальтер, Артуро Тосканини, Вильгельм Фуртвенглер. Пресса особо отмечала юношескую свежесть её исполнения. В 1939 г. выехала с матерью из Германии через Швецию в США, в 1942 г. обосновалась в Аргентине, где провела долгие годы.
После Второй мировой войны посвятила себя преимущественно педагогической деятельности — впрочем, в конце 1950-х гг. записала с Симфоническим оркестром Берлинского радио Концерт № 1 для фортепиано с оркестром Феликса Мендельсона и Бурлеску для фортепиано с оркестром Рихарда Штрауса. В 1975 г. вернулась в Германию, преподавала сперва во Франкфуртской Высшей школе музыки, а затем с 1982 г. в Университете имени Иоганна Гутенберга в Майнце. В 1995 г. вышла на пенсию и вернулась в Буэнос-Айрес.